# Hypergraf

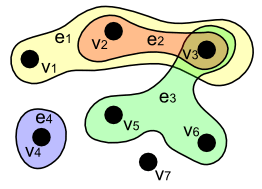
En hypergraf med nodmängden, och bågmängden.

En hypergraf är, inom grafteori, en generalisering av en graf, vars bågar kan binda samman ett godtyckligt antal noder.

## Definition
En hypergraf är ett par {\displaystyle (X,E)} där {\displaystyle X} är en mängd element och {\displaystyle E} är en mängd av icke-tomma delmängder av {\displaystyle X}, så att {\displaystyle E\subset {\mathcal {P}}(X)\backslash \{\emptyset \}}.

## Som bipartita grafer
Hypergrafer kan representeras som vanliga bipartita grafer, då noderna i en hypergrafen bildar en klass av noder och hyperbågarna bildar den andra klassen. En nod n har då en båge till noden b i den bipartita grafen om a som nod i hypergrafen ligger i hyperbågen b. 